# Mantidactylus plicifer
Mantidactylus plicifer és una espècie de granota de la família dels mantèl·lids endèmica de Madagascar.
Viu als boscos humits tropicals o subtropicals.
Està en perill d'extinció per la pèrdua del seu hàbitat natural.